# Buggy Challenge
Buggy Challenge (バギーチャレンジ?, Bagī Charenji) è un videogioco arcade di genere simulatore di guida, sviluppato e pubblicato dalla Taito nel 1984.
È incluso esclusivamente nella raccolta per PlayStation 2 Taito Memories II Gekan, uscita nel 2007 solo in Giappone.

## Modalità di gioco
Buggy Challenge è un titolo corsistico in cui vede il giocatore impegnato in una gara di dune buggy contro avversari controllati dal computer. Si devono affrontare le quattro corse ambientate in terreni desertici e sterrati più in generale, che proporranno un vasto numero di ostacoli, trampolini, rialzi e insidiosi ponti. Sullo sfondo lampeggia quella che sembra una stella, la quale facilita l'orientamento del giocatore mentre guida.
Ogni corsa possiede una articolata ramificazione dei checkpoint, che una volta superati fanno guadagnare secondi preziosi e presenteranno un percorso sempre differente fino a quello finale. Ma il gioco non potrà dirsi completato fino a quando il giocatore taglia definitivamente il traguardo. Al contrario, la partita potrebbe finire in anticipo se il carburante della dune buggy o il tempo a disposizione dovessero esaurirsi.

## Accoglienza
In Giappone, la rivista Game Machine elencò Buggy Challenge nel numero del 1º settembre 1984 come l'unità arcade di maggior successo del mese.